# Henric Falkman (1734–1809)
Henric Falkman, född 28 augusti 1734 i Malmö, död där 20 februari 1809, var en svensk handelsman och riksdagsman. Han var far till Henric Falkman (1774–1839).
Henric Falkman var son till borgmästaren i Malmö Henric Falkman. Han blev bokhållare hos sin kusin Nicolas Suell i Malmö 1756 och erhöll 1762 burskap som handelsman i staden och övertog efter giftermål med kusinens änka dennes affär. Från 1764 verkade han som tobaksfabrikör där och blev 1772 kompanjon med sin styvson Frans Suell under firmanamnet Falkman & Suell. År 1793 överlät han firman helt på styvsonen. Falkman var direktör för sjömanshuset i Malmö från 1769 och blev 1771 rådman. Han fungerade som Malmös representant vid riksdagen 1786. Åren 1782-1796 var han tillförordnad ordförande i Malmö rådstugurätt och tillförordnad politieborgmästare 1793 och 1795, samt tillförordnad borgmästare 1798-1802. Henric Falkman erhöll avsked som rådman 1802 och avsade sig sitt burskap 1803.